# Franz Anton Joseph von Hausen-Gleichenstorff
Franz Anton Josef von Hausen-Gleichenstorff (Mammertshofen, ... – Oberschönau, 6 marzo 1780) fu principe-prevosto di Berchtesgaden.

## Biografia
La famiglia di Franz Anton Joseph von Hausen-Gleichenstorff proveniva dalla zona di Gleisdorf, a nord-est di Graz, in Stiria e precisamente nel XVII secolo era stata infeudata del villaggio di Gleichersdorf che aveva annesso al proprio cognome. La residenza della casata e il luogo di nascita del prevosto era il Castello di Mammertshofen.
Quando von Hausen-Gleichenstorff divenne principe-prevosto di Berchtesgaden nel 1768, la corte locale era fortemente indebitata per somme di circa 300.000 fiorini (con un avanzo di cassa di 100.000 fiorini) per le spese che i suoi predecessori avevano sostenuto in splendori e ricchezze da riservare al prevostato stesso, tra cui il Castello di Lustheim dove il prevosto morì il 6 marzo 1780.